# Oltan Karakullukçu
Oltan Karakullukçu (* 7. Juli 1991 in Gümüşhane) ist ein türkischer Fußballspieler. Der Mittelstürmer steht beim türkischen Club Pendikspor unter Vertrag.

## Karriere
Im Alter von 11 Jahren begann Karakullukçu seine Fußballkarriere bei Gümüşhanespor. 2009 stieg er in den Profibereich auf und gab sein Debüt am 28. März 2009 bei einem Ligaspiel gegen Ümraniyespor. Er schoss insgesamt 2 Tore für seinen Verein.
2011 wechselte er nach Boluspor. Er stand insgesamt nur siebenmal im Kader, weswegen er auf Leihbasis zum Sandıklıspor wechselte, um mehr Spielpraxis zu sammeln. 2015 erwog er einen Wechsel zum türkischen Zweitligisten Büyükşehir Belediye Erzurumspor, wo er nach nur einem Jahr wieder fortging. Im Jahr 2017 schloss er sich dem Ligakonkurrenten Afjet Afyonspor an. Ihm gelang am 4. Februar 2018 in einem Ligaspiel gegen den Ligakonkurrenten Sivas Belediyespor einen Hattrick. 2019 wechselte er bei seinem vorherigen Verein Büyükşehir Belediye Erzurumspor wieder. Er konnte mit seinem Team in der Saison TFF 1. Lig 2019/20 gelingen, in die Süper Lig aufzusteigen.